# Springstille
Springstille è una frazione della città tedesca di Smalcalda.

## Storia
Il comune di Springstille venne aggregato nel 2018 alla città di Smalcalda.

## Amministrazione

### Gemellaggi
Springstille è gemellata con:
- Lappajärvi